# Eormenrik
Eormenrik (izvorno Eormenric) (? - 560./590.)  je bio jednim od prvih kraljeva Kraljevine Kenta. Nadnevci njegova kraljevanja nisu jasno određeni. Vjeruje se da je vladao od 534. ili 540. do 590. godine. 
O samom podrijetlu izvori se ne slažu je li Hengest, vođa prvih anglosaskih osvajanja i naseljavanja Kenta, bio otac ili djed Aesca Kentskog ili je to bio Octi Kentskom, jedan od kojih je naslijedio Hengesta na mjestu kralja. Tako postoje dvojbe je li bio Hengestov ili Aescov sin, a po nejedinstvenim izvorima bio je otac Aesca il Eormenrika.
Eormenrik je bitan za povijesnu znanost kao otac kraljevića Ethelberta koji je poslije postao kraljem (prema Anglosaskoj kronici). Dok je Eormenrik vladao Kentom, Ethelbert, kao kraljev sin (filius regis) je oženio kraljevnu Berthu koja je bila kćer franačkog kralja Hariberta I. Glede činjenica da je njenu udaju zabilježio suvremenik tih događaja, franački povjesničar sv. Grgur iz Toursa, Eornmerik je tako postao prvi anglosaski vladar kojeg su zabilježili izvori izvan Engleske i Britanije.
Sv. Beda Časni datira Eormenrikovu smrti u 560. godinu, no to nije vjerojatno, jer se sinova žena još nije bila ni rodila. Ipak, sv. Grgur iz Toursa implicira da je Ethelbertov otac bio još vladao u vrijeme njegova djela (589.).
Eormenrikove franačke veze idu dublje od njegove nevjeste. Korijen njegova imena Eormen- bio je vrlo neuobičajen u Engleskog onog vremena, no vrlo čest u Franačkoj. Nakon toga se često pojavljuju i korijen Eormen- i nastavak -rik u imenima Aescingovaca.